# Коель східний
Коель східний (Eudynamys orientalis) — вид птахів з родини зозулевих (Cuculidae). 

## Поширення
Вид поширений в лісах, лісистих місцевостях, плантаціях і садах на схід від лінії Воллеса до Соломонових островів і на південь до північної та східної Австралії.

## Опис
Самці мають чорне забарвлення з синім і зеленим відтінком, і червоними очима. У самиць верхня частина тіла коричнева з білими плямами, а нижня частина кремового кольору з тонкими чорними смугами.

## Спосіб життя
Коель східний є гніздовим паразитом. В Австралії їхніми господарями є в основному великі медолюби (переважно медівник гологоловий та медолюб-сережник середній). На відміну від інших паразитичних зозуль, дитинчата не намагаються вбити пташенят-господарів.